# Рыбовалов, Иван Александрович
Ива́н Алекса́ндрович Рыбова́лов (род. 29 ноября 1981, Симферополь) — украинский стрелок, специалист по пулевой стрельбе из пистолета. Выступал за сборную Украины на всём протяжении 2000-х годов, дважды бронзовый призёр чемпионата мира, призёр этапов Кубка мира, многократный победитель и призёр первенств национального значения, участник летних Олимпийских игр в Пекине. Мастер спорта Украины международного класса.

## Биография
Иван Рыбовалов родился 29 ноября 1981 года в городе Симферополе Крымской области Украинской ССР. Занимался стрельбой в местной секции с тринадцати лет, проходил подготовку под руководством тренеров Д. Л. Теплякова и В. М. Макарова.
Первого серьёзного успеха на взрослом международном уровне добился в 2002 году, когда вошёл в основной состав украинской национальной сборной и побывал на чемпионате мира в Лахти, откуда привёз две награды бронзового достоинства, выигранные в стрельбе из пистолета на 50 метров и в стрельбе из пневматического пистолета на 10 метров — совместно с партнёрами по команде Олегом Дроновым и Виктором Макаровым.
В 2005 году завоевал бронзовые медали на этапе Кубка мира в южнокорейском Чханвоне.
Начиная с 2006 года представлял на соревнованиях Одесскую область, присоединившись к местному «Динамо».
В 2007 году взял бронзу на этапе мирового кубка в Мюнхене.
Благодаря череде удачных выступлений удостоился права защищать честь страны на летних Олимпийских играх 2008 года в Пекине. Выступал здесь в стрельбе из пистолета на 50 метров и в стрельбе из пневматического пистолета на 10 метров — ни в одной из этих дисциплин пробиться в финал не сумел, разместившись в протоколах квалификационных этапов на 20 и 35 позициях соответственно.
После пекинской Олимпиады остался в украинской стрелковой команде и продолжил принимать участие в крупнейших международных соревнованиях. Так, в 2009 году выиграл бронзовую медаль в стрельбе из пистолета на 10 м на международном турнире в немецком Дортмунде.
За выдающиеся спортивные достижения удостоен почётного звания «Мастер спорта Украины международного класса».
Окончил Южноукраинский национальный педагогический университет имени К. Д. Ушинского, где обучался на факультете физического воспитания.